# 小鹿番
小鹿 番（こじか ばん、1932年〈昭和7年〉6月18日 - 2004年〈平成16年〉4月29日）は、日本の俳優。東京市出身。本名及び旧芸名は小鹿敦。主に舞台俳優として活躍した。

## 来歴・人物
浅草・合羽橋に生まれる。中学生の頃は将来画家になろうとしていたが、大宮高校時代に演劇部に入ったことで演劇に夢中になり、演劇の道を志す。明治大学文学部演劇学科卒。劇団青春座、女優座、舞台工房、アトリエ座などの劇団を転々とした後、1957年、劇団東宝現代劇に1期生として入団。1964年、交通事故で入院した八波むと志の代役として、『マイ・フェア・レディ』のアルフレッド･ドゥーリトル役で評判になる。
1993年の『ゆずり葉』で第19回菊田一夫演劇賞を受賞。
林芙美子原作・森光子主演の舞台『放浪記』では菊田一夫、『ラ・マンチャの男』ではサンチョを演じていた。
舞台を中心に活動する一方、映画やテレビドラマでも味のある名脇役として数々の作品に出演した。
2004年4月29日、急性腎不全のため死去。71歳没。同年3月2日 - 3月29日、つまり死の1か月前まで名古屋市にある中日劇場で公演を行っていた。また、晩年はフジテレビ系のバラエティ番組『痛快! 知らぬはオトコばかりなり』のレギュラーとして、妻と一緒に出演していた。
芸名は、童話やディズニー映画の『バンビ』からで、この名付け親は脚本家の倉本聰。元々の当人の愛称もバンビから「バンちゃん」だった。

## 出演

### テレビドラマ
- 大河ドラマ（NHK）
  - 太閤記（1965年） - 渡辺天蔵
  - 竜馬がゆく（1968年） - 上田円増
  - 勝海舟（1974年） - 三太
  - 花神（1977年） - 広戸甚助
- 進め!青春（1968年、NTV / 東宝）
- 鬼平犯科帳 第1シリーズ
  - 第26話「井筒屋おもん」（1970年、NET） - 小柳安次郎
  - 第31話「女の毒」（1970年、NET） - 小柳安五郎
  - 第47話「運の矢」（1970年、NET） - 小柳安五郎
- 非情のライセンス（NET / 東映）
  - 第1シリーズ
    - 第20話「兇悪の正義」（1973年） - 柏木健次
    - 第49話「兇悪のレンズ」（1974年） - 香港から来た男

  - 第2シリーズ
    - 第10話「兇悪の星」（1974年） - 夜間中学の生徒・タイエン
    - 第40話「兇悪の棺桶」（1975年） - 小平専務
- 必殺シリーズ（ABC / 松竹）
  - 暗闇仕留人 第5話「追われて候」（1974年） - 伊兵衛
  - 必殺仕置屋稼業 第16話「一筆啓上無法が見えた」（1975年） - 古泉堂
  - 必殺仕事人IV 第40話「主水 世にも不思議な朝顔を作る」（1984年） - 源蔵
  - 必殺仕切人 第11話「もしも父親が"娘よ"と泣いたら」（1984年） - 佐平
  - 必殺剣劇人 第4話「日照り続きで、ほこりが立たあ!」（1987年） - 佐吉
- おしどり右京捕物車 第19話「眩（くらむ）」（1974年、ABC / 松竹）
- ご存知遠山の金さん 第47話「朱丸をつける男」（1974年、NET / 東映） - 勘助
- 座頭市物語 第2話「子守唄に咲いた女郎花」（1974年、CX / 勝プロ） - 絹問屋「万屋」番頭
- がんばれ!!ロボコン（1974年 - 1975年、NET / 東映） - 大山新太郎の上司・野々山課長
  - 第2話「おいらダンプより強かった!!」
  - 第8話「パラハラ! 男涙で家出する」
  - 第20話「ポカパッパ! 斬られ役はつらい」
  - 第24話「ドサガバン! 親切運動だぞ!!」 他
- 太陽にほえろ!（NTV / 東宝）
  - 第129話「今日も街に陽が昇る」（1975年） - 老人ホーム「パレス・サンライズ」園長
  - 太陽にほえろ!PART2 第5話「長さんの長い午後」（1986年） - 山根伸彦
- 日本沈没 第26話（最終話）「東京最後の日」（1975年、TBS / 東宝） - 理髪店主
- コンドールマン 第6話「コンドール・ジュニア誕生」（1975年、NET / TTP） - 健助
- 剣と風と子守唄 第8話「孤雁の群れ」（1975年、NTV / 三船プロ） - 与助
- 燃える捜査網 第4話「お前はお前 俺は俺」（1975年、NET / 東映）
- 影同心 第13話「乙女が哭いた殺し節」（1975年、MBS / 東映） - 伝蔵
- 影同心II 第7話「百合の香りに夜の蝶」（1975年、MBS / 東映） - 弥市
- 前略おふくろ様（1975年 - 1976年、NTV） - 小料理屋「おそめ」主人・栄次
- 遠山の金さん 第1シリーズ第21話「地獄の炎を消せ!」（1976年、NET / 東映）
- 大江戸捜査網（12ch / 三船プロ）
  - 第170話「小さな目撃者」（1974年） - 善十
  - 第225話「闇の帝王を裁け!」（1976年） - 山代屋の配下
  - 第324話「人質救出の罠」（1978年） - 留吉
  - 第411話「牢獄に秘めた父娘の真実」（1979年）
  - 第436話「そこつ長屋に春が来た」（1980年） - 山田三太夫
- 大都会 闘いの日々 第4話「協力者」（1976年、NTV / 石原プロ） - 松宮一郎（松田優作）の兄の喫茶店主
- 高原へいらっしゃい 第4話（1976年、TBS） - 団体客の課長
- 銭形平次（CX / 東映）
  - 第541話「人情江戸暦」（1976年） - 半田屋治兵ヱ
  - 第577話「女親分と五人の子供」（1977年） - 六兵ヱ
  - 第640話「通り魔」（1978年） - 半助
  - 第693話「妹のいのち」（1978年） - 徳蔵
  - 第727話「刈干切唄」（1980年） - 碇床主人
  - 第771話「父娘ばやし」（1981年） - 由造
  - 第817話「生涯一同心」（1982年） - 弥七
  - 第855話「身代金五百両」（1983年） - 姿屋
- いろはの"い" 第5話「殺意」（1976年、NTV / 東宝） - 山崎文一
- ベルサイユのトラック姐ちゃん 第18話「京都の恋に裸はぬれる」（1976年、NET / 東映）
- 江戸特捜指令 第1話「忽然! 荒野に大名屋敷が」（1976年、MBS / 三船プロ）
- ご存知!女ねずみ小僧 第1話「夜のお江戸に灯がともる」（1977年、CX / 松竹） - 松平和泉守
- Gメン'75（TBS / 東映）
  - 第111話「Gメン対県警女子大生殺し」（1977年） - 川浜署刑事
  - 第143話「午前2時に拾った女」（1978年） - 井出警部
  - 第153話「魚の戦争」（1978年）
  - 第167話「交通違反者の復讐」（1978年） - 寿司栄店長
  - 第169話「深夜バス乗客大量殺人事件」（1978年） - 四葉自動車営業所所長
  - 第191話「女子大寮の裏窓」（1979年） - 本栖東署捜査員
  - 第212話「変質者」（1979年） - 大羽志不動産社長
  - 第222話「大暴走! バスジャック」（1979年） - 川村巡査
  - 第244話「女教師の殺人」（1980年） - 城南署捜査主任
  - 第252話「15年前の女の死体」（1980年） - 花房警部
  - 第263話「痴漢のアリバイ」（1980年） - 大塚
  - 第287話「手術台の上の悪魔」（1980年） - 城北署刑事課長
  - 第304話「プロ野球ナイター殺人事件」（1981年） - 郷田明の父親
  - 第318話「女の裏窓24時間 PART2」（1981年） - 肉屋主人
  - 第332話「原宿・六本木の女を襲う男」（1981年） - ガソリンスタンド店長
  - 第354話「吾輩は人喰い猫である」（1982年） - 猫田マルオ
- あにき（1977年、TBS） - 梅吉
- サッちゃんきれいになったよ（1977年7月17日、TBS） - 栄造
- 岸辺のアルバム 第1話（1977年、TBS）- ガラス屋
- ロボット110番 第18話「ガンちゃんはだれのもの」（1977年、ANB)
- 土曜ドラマ / 人情紙風船（1978年、NHK）
- がんばれ! レッドビッキーズ（1978年、ANB / 東映） - カリカリの父
- 特捜最前線（ANB / 東映）
  - 第54話「ナーンチャッテおじさんがいた!」（1978年）
  - 第154話「オルフェの歌った演歌!」（1980年）
  - 第188話「プラットホーム転落死事件!」（1980年）
  - 第208話「フォーク連続殺人の謎!」（1981年）
  - 第219話「鉢植を抱えた17才!」（1981年）
  - 第234話「リンチ経営塾・消えた父親たち!」（1981年）
  - 第291話「わらの女 哀愁の能登半島!」（1982年）
  - 第328話「カラスと呼ばれた女!」（1983年） - オカマパブのママ
  - 第381話「スクープ・真夜中の証言者!」（1984年）
  - 第412話「OL・横浜ラブストーリー!」（1985年）
  - 第449話「挑戦・炎の殺人トリック!」（1986年） - 中華料理店主人
  - 第484話「鉢植の墓標・風俗ギャル殺人事件!」（1986年）
- 浮浪雲（1978年、ANB / 石原プロモーション） - 熊
- 暴れん坊将軍シリーズ（ANB / 東映）
  - 吉宗評判記 暴れん坊将軍 第31話「御狩場から消えた女」（1978年） - 角兵衛
  - 暴れん坊将軍II 第145話「倒産前夜の夫婦宣言!」（1986年） - 南部出羽守
  - 暴れん坊将軍III 第31話「泣くな男だ!がまん坂」（1988年） - 吉野屋徳兵衛
  - 暴れん坊将軍VIII 第6話「犯された義母の仕掛けた罠」（1997年） - 喜平
- 判決（1978年 - 1979年、ANB） - 教頭
- 横溝正史シリーズII / 迷路荘の惨劇（1978年、MBS / 三船プロ） - 刑事
- 森村誠一シリーズII / 野性の証明（1979年、MBS / 東映） - 氷川支店長
- 白い巨塔（1978年 - 1979年、CX） - 佐々木信平
- 3年B組金八先生 第1シリーズ 第12話「合格決定第一号!」（1980年、TBS） - 平山陽造
- 燃えろアタック（1979年 - 1980年、ANB / 東映） - 小鹿幸治
- 熱中時代（NTV）
  - 刑事編 第16話「ミッキーをだました男」（1979年） - 玉須
  - 教師編 第2シリーズ 第20話「北野先生 お父さんになって」（1980年） - 釣具店主人
- 探偵物語 第16話「裏切りの遊戯」（1980年、NTV / 東映ビデオ） - 警官
- それゆけ! レッドビッキーズ（1980年、ANB〜ABC / 東映） - トロケンの父・小沢金平
- 御宿かわせみ（1980年・1982年、NHK） - 伝次
- 先生は一年生（1981年、NTV）
- 金曜ドラマ /父母の誤算（1981年、TBS） - 高井の下宿先の主人
- 鬼平犯科帳 (萬屋錦之介) 第3シリーズ（1982年、ANB/中村プロ） - 用人・松浦与助
- セーラー服と機関銃 第6話「チャイナタウンで風になる」（1982年、CX）
- ザ・サスペンス（TBS）
  - 殺意の肖像・ウーマンポリスが週刊誌の激写で脱いだ！そして殺された…（1982年）
  - もう一人の乗客（1982年）
  - 妻は告白する（1983年、近藤照男プロ） - 平田一義
- ポーラテレビ小説 / おゆう（1983年、TBS） - 野村
- 木曜ファミリーワイド / 松本清張の蒼い描点（1983年、CX / 大映テレビ） - 古書店主人
- オサラバ坂に陽が昇る（1983年、TBS）
- 大奥 第46話「女盗賊の冒険」（1984年、KTV / 東映） - 六右衛門
- 新大江戸捜査網 第7話「鬼同心獄中の標的」（1984年）  - 羅宇屋円蔵
- 大岡越前（TBS / C.A.L）
  - 第8部 第25話「十手鈍らす過去の罪」（1985年1月14日） - 政五郎
  - 第9部 第25話「怨みを買った男」（1986年4月14日） - 小岩の権次
  - 第15部 第4話「鬼を生き返らせた名医」（1998年9月14日） - 和助
- サーティーン・ボーイ （1985年） - 大石教頭
- 暴れ九庵 第20話「雨やどり」（1985年、KTV / 東宝） - 佐兵ヱ
- 一休さん・喝! 第2話「子供達の反乱・勉強やり過ぎ大騒動」（1986年、TX / ジェイミック）
- 誇りの報酬 第41話「東京-仙台・追跡300キロ」（1986年、NTV / 東宝） - 仙台南署刑事
- 大都会25時 第5話「夜の街潜入! 女刑事の危険な賭け」（1987年、ANB / 東映）
- 現代恐怖サスペンス / お望み通りの死体（1987年、KTV / 東映） - 八百屋
- 京都サスペンス / 彼岸花が死を招く（1987年、KTV / 東映）
- 江戸を斬る（TBS / C.A.L）
  - 江戸を斬るVII 第18話「恩返し涙の白洲」（1987年） - 竹屋佐七
  - 江戸を斬るVIII 第21話「遠山狙う能面の女」（1994年） - 弥五平
- 裸の大将 第24話「清のどさんこ母恋道中」 （1987年、KTV / 東阪企画）
- もっとあぶない刑事 第9話「乱脈」（1988年、NTV / セントラル・アーツ） - 酔っ払いの男
- 時間ですよたびたび（1988年、TBS / KANOX）
- はぐれ刑事純情派（ANB / 東映）
  - 第2シリーズ 第3話「マンションの鍵を模造した男」（1989年）
  - 第6シリーズ 第3話「雨の夜の犯罪 囮にかかった女」（1993年）
  - 第10シリーズ 第14話「殺し文句で殺人!? ダイエットの女」（1997年）
  - 第12シリーズ 第6話「宝くじを盗まれた死体!? 笑う女!」（1999年） ‐ 岩田文蔵
  - 第16シリーズ 第6話「潜入捜査! 故郷を捨てた男と女」（2003年） ‐ 中島源一
- 勝手にしやがれヘイ!ブラザー 第13話（1989年、NTV / セントラル・アーツ）
- 時間ですよ平成元年（1989年、TBS / KANOX）
- 名奉行 遠山の金さん（ANB / 東映）
  - 第2シリーズ 第5話「財テクの罠、狙われた美人画」（1989年） - 多岐川竜斉
  - 金さんVS女ねずみ 第22話「危うし勘平! 殺しの獅子舞」（1998年） - 丸屋番頭・弥七
- 鬼平犯科帳（CX / 松竹）
  - 第1シリーズ 第15話「泥鰌の和助始末」（1989年） - 大工・孫吉
  - 第7シリーズ 第2話「男のまごころ」（1996年） - 無宿者・安兵衛
- 水戸黄門（TBS / C.A.L）
  - 第19部 第12話「仇討ち悲願の名人芸 -一関-」（1989年12月11日） - 為吉
  - 第22部 第12話「密命帯びた娘巡礼 -徳島-」（1993年8月2日） - 文之助
  - 第24部 第9話「母を慕う馬子唄哀し -徳島-」（1995年11月13日） - 阿波屋
  - 第27部 第30話「旅の終わりの危機一髪 -江戸-」（1999年10月18日） - 垣崎与太夫
- 月影兵庫あばれ旅 第1シリーズ 第11話「極楽太鼓が鳴る地獄」（1989年、TX / 松竹） - 丑松
- 白い巨塔（1990年、ANB） - 佐々木庸平 / 安田太一
- 続続・三匹が斬る! 第12話「謎の幽霊船、鬼も泣いたか島原哀歌」（1990年、テレビ朝日） - 廻船問屋・南海屋
- 七人の女弁護士 第1シリーズ 第2話「美人スチュワーデス殺人! 覗かれた危険な密会」（1991年、ANB / PDS）
- 世にも奇妙な物語 『そこに扉があった』（1991年、CX）
- 大江戸捜査網（橋爪淳版）第2シリーズ 第14話「じゃじゃ馬勘当娘 涙の恩返し」（1992年、TX） - 喜平
- 土曜ワイド劇場 （ANB）
  - 美人殺しシリーズ13 「美人お嬢さま殺し」（1992年）
  - 終着駅シリーズ5 「誇りある被害者」（1996年） - 管理人
- 火曜サスペンス劇場（NTV）
  - 松本清張の指（1982年、松竹）
  - 女弁護士・高林鮎子4 「信州飯田線・殺意の天竜峡」（1988年、東映）
  - 女監察医・室生亜季子11 「歪んだ告白」（1992年、東映）
  - 女弁護士・高林鮎子11 「能登に消えた女」（1993年、東映）
  - 盲人探偵・松永礼太郎4 「警察嫌い」（1995年）
  - 女監察医・室生亜季子20 「拳銃」（1996年、東映） - 江尻雄一
  - 地方記者・立花陽介13 「日光今市通信局」（1999年） - 土産物屋主人
- 銭形平次 第2シリーズ 第2話「夢の中の殺人」（1992年、CX / 東映） - 弥吉
- 俺たちルーキーコップ 第11話「大発奮」（1992年、TBS） - ケーキ店主人
- 月曜ドラマスペシャル / 松本清張特別企画・紐 （1996年、TBS / VSO）
- しおり伝説〜スター誕生〜（1999年、CBC / C.A.L） - 大原利男
- 金曜エンタテイメント / 山村美紗サスペンス 赤い霊柩車17 「毎月の脅迫者」（2003年、CX）
- ほんとにあった怖い話 「最後の買い物」（2004年、CX） - 牧山義弘

etc.

### 映画
- 君に幸福を センチメンタル・ボーイ（1967年、東宝） - 木村信介
- 喜劇 駅前開運（1968年、東宝） - カマキリ
- 東宝8.15シリーズ（東宝）
  - 連合艦隊司令長官 山本五十六（1968年） - 近江三曹[5][注釈 1]
  - 日本海大海戦（1969年） - 杉野上等兵曹[6]
- 兄貴の恋人（1968年、東宝） - 大森史郎
- 街に泉があった（1968年、東宝） - 源七
- 若大将シリーズ（東宝） - 小山
  - フレッシュマン若大将（1969年）
  - ニュージーランドの若大将（1969年）
- 娘ざかり（1969年、東宝） - 橋田文雄
- バツグン女子高校生（東宝）
  - バツグン女子高校生 16才は感じちゃう（1970年） - 増山
  - バツグン女子高校生 そっとしといて16才（1970年） - 野田
- 喜劇 百点満点（1976年、東宝） - 大杉老人
- サチコの幸（1976年、日活） - 桃谷
- 先生のつうしんぼ（1977年、日活） - 岡部
- 純（1980年、東映セントラルフィルム） - 郵便屋
- 晴れ、ときどき殺人（1984年、東映） - 関口雄次
- 火まつり（1985年、シネセゾン） - 鍛冶屋
- ビー・バップ・ハイスクール（1985年、東映） - 泉義雄
- 湘南爆走族（1988年、東映） - 桜井のおやじ
- マルサの女2（1988年、東宝） - 大衆食堂の主人
- 斬殺せよ 切なきもの、それは愛（1990年、東映） - 楼主
- たどんとちくわ（1998年、ギャガ・コミュニケーションズ） - おでん屋の親父

etc.

### 舞台
- 放浪記（1961年 - 2004年） - 菊田一夫
- マイ・フェア・レディ(1964年）‐アルフレッド・ドゥーリトル
- ラ・マンチャの男（1969年 - 1982年） - サンチョ

### バラエティ
- とんねるずのみなさんのおかげです（1993年、CX） - コント「前略おふくろ様'93」栄次 役

### ラジオドラマ
- FMシアター 桜堤舗装事件（1987年12月12日、NHK-FM） - 佐藤

### CM
- ヤマサ醤油 ヤマサおろしぽん酢（1990年）[7]